# 臨時琉球諮詢委員会

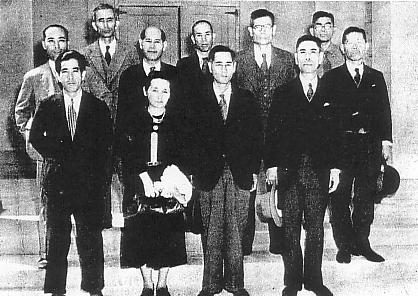
臨時琉球諮詢委員会の委員

臨時琉球諮詢委員会（りんじりゅうきゅうしじゅんいいんかい、Interim Ryukyus Advisory Council）は、琉球列島米国軍政府の諮問に応じるために設立された諮問機関である。

## 概要
各群島毎でなく、全琉的な問題について、米国軍政府の諮問に答えるために米国軍政府による布令第1号によって1950年1月3日に発足した。
11人の委員によって構成され、委員長に比嘉秀平（沖縄民政府官房長）、副委員長に冨名腰尚武（沖縄民政府情報課長）が選出された。
その後1951年4月1日に、琉球臨時中央政府が設立したことにより廃止された。

## 委員の構成
各群島より、群島知事によって任命された。
- 奄美群島（1人）
- 沖縄群島（3人）
- 八重山群島（1人）

## 事務局員構成
- 事務局長
- 主事
- 書記
- 通訳
- 翻訳
- タイピスト